# گردهمایی (فیلم ۲۰۰۳)
گردهمایی (به انگلیسی: The Gathering) فیلمی محصول سال ۲۰۰۳ و به کارگردانی برایان گیلبرت است. در این فیلم بازیگرانی همچون کریستینا ریچی، یوان گریفید، کری فاکس، استیون دیلین، سایمون راسل بیل، رابرت هاردی، جسیکا من، هری فورستر و استیون موستو ایفای نقش کرده‌اند.